# Senah Mango
Senah Mango (* 13. Dezember 1991 in Lomé) ist ein togoischer Fußballspieler.

## Vereinskarriere
Der Abwehrspieler Mango wuchs in Togo auf und spielte dort in seiner Jugend, bis Talentscouts von Olympique Marseille auf ihn aufmerksam wurden und ihn 2007 nach Frankreich lockten. Er gehörte fortan der Jugendabteilung des Klubs an und war Teil einer Mannschaft, die im Frühjahr 2008 französischer Meister der unter 16-Jährigen wurde. Daraufhin durfte er mit lediglich 16 Jahren an der Saisonvorbereitung der in der höchsten nationalen Liga beheimateten Profimannschaft teilnehmen. Zur Saison 2008/09 rückte er dann zwar nicht in den Profikader, aber zumindest in die fünftklassig spielende Reservemannschaft auf. Für diese stand er regelmäßig auf dem Platz, bis er einige Monate später vom französischen Fußballverband FFF suspendiert wurde. Begründet wurde dies damit, dass die Eltern des noch Minderjährigen weiterhin in Togo lebten und dass darin ein Verstoß gegen die Regeln des Verbandes bestünde. Daher konnte das Nachwuchstalent bei keiner offiziellen Begegnung antreten, bis er am 13. Dezember 2009 die Volljährigkeit erreichte. Zur selben Zeit gehörte er der A-Nationalmannschaft seines Heimatlandes an.
Im Anschluss an seinen 18. Geburtstag lief er wieder für die Reservemannschaft auf und unterschrieb kurz darauf einen Ausbildungsvertrag, bevor er ab 2011 einen Profivertrag besaß. Wenngleich er bis dahin regelmäßig am Trainingsbetrieb der Profis teilgenommen hatte, war er noch zu keinen Einsätzen gekommen, weswegen er im Sommer 2011 an den am französischen Ligensystem teilnehmenden Zweitligisten AS Monaco verliehen wurde. Zwar bestand für die Monegassen sogar eine Kaufoption, doch erhielt er ausschließlich in der Reservemannschaft Spielpraxis. Daraufhin kehrte er im Januar 2012 nach Marseille zurück und fügte sich auch dort wieder in die zweite Auswahl ein. Am 30. August 2012 glückte dem inzwischen 20-Jährigen nach Jahren des Wartens sein Profidebüt für Marseille, als er in der Europa League bei einem 0:0-Unentschieden gegen den moldawischen Klub Sheriff Tiraspol über die vollen 90 Minuten Spielzeit aufgeboten wurde. Somit hatte er zugleich sein Debüt im europäischen Wettbewerb erreicht. Im weiteren Saisonverlauf musste er sich jedoch mit einer Zugehörigkeit zur zweiten Mannschaft begnügen und besaß bei den Profis keine Perspektive, sodass er im Januar 2013 an den Drittligisten ES Uzès Pont du Gard ausgeliehen wurde. Bei diesem war er in der Regel gesetzt, bevor er im Sommer desselben Jahres nach Marseille zurückkehrte.
Wenig Zeit verging nach seiner Rückkehr, bis er zur Spielzeit 2013/14 erneut in die dritte Liga verliehen wurde. Er trug fortan das Trikot des im äußersten Süden des Landes beheimateten Vereins Luzenac AP und avancierte bei diesem im Frühjahr 2014 zum Stammspieler. Am Saisonende gelang nicht nur der Aufstieg in die Zweitklassigkeit, sondern es stand auch Mangos Vertragsende bei Marseille an. Luzenac wollte ihn halten, sodass er zur neuen Saison 2014/15 einen Vertrag bei dem angehenden Zweitligisten unterschrieb. Da der Verein die notwendige Lizenz nicht erhielt, auch für die dritte Liga nicht spielberechtigt war und letztlich in eine untere Amateurliga zurückgestuft wurde, erhielt sein Vertrag keine Gültigkeit und er blieb vorerst vereinslos. Im Juni 2015 schloss er sich dem nordfranzösischen Drittligisten US Boulogne an.

## Nationalmannschaft
Rund ein Jahr nach seinem Wechsel ins Ausland gelang ihm im Alter von nur 16 Jahren sein Debüt für die togoische Nationalelf, als er am 20. August 2008 bei einer 1:2-Niederlage gegen die DR Kongo in der 46. Spielminute eingewechselt wurde. Anschließend wurde weiterhin gelegentlich auf ihn zurückgegriffen und am 6. September 2009 kam er bei einem 1:1 gegen Marokko im Rahmen der Qualifikation zur Weltmeisterschaft 2010 zu seinem ersten internationalen Pflichtspieleinsatz. Weder bei diesem Turnier noch bei der Afrikameisterschaft 2012 war Togo letztlich dabei. 
Ab November 2012 wurde Mango nicht mehr berücksichtigt und verpasste aufgrund dessen auch die Afrikameisterschaft 2013, bei der sein Land das Viertelfinale erreichte.